# ويلارد كيث
ويلارد كيث (بالإنجليزية: Willard Keith) هو ضابط أمريكي، ولد في 13 يونيو 1920 في بيركيلي في الولايات المتحدة، وتوفي في 3 نوفمبر 1942 في جوادالكانال في جزر سليمان.